# Sandër Lleshaj
Sandër Lleshaj (ur. 25 stycznia 1963 w Selitë) – albański wojskowy w stopniu generała brygady, minister spraw wewnętrznych Albanii w latach 2018–2020.

## Życiorys
W 1985 roku ukończył jedną z uczelni wojskowych w Tiranie. Służył następnie w wojsku, jednak po upadku komunizmu został zmuszony do opuszczenia armii. W 1992 roku wrócił do służby w wojsku.
W latach 90. XX wieku specjalizował się w uczelniach wojskowych w Austrii i Niemczech, ukończył następnie studia na niemieckich i amerykańskich uczelniach wojskowych.
W latach 2003–2006 pełnił funkcję attaché obrony Republiki Albanii w Niemczech. Został nominowany w 2006 roku generałem brygady.
Od 16 listopada 2018 do 10 grudnia 2020 pełnił funkcję ministra spraw wewnętrznych Albanii; podał się do dymisji po protestach wywołanych zabiciem przez policjantów młodego mężczyzny, który miał nie przestrzegać obowiązującej wówczas godziny policyjnej.